# Tobermorita
A tobermorita é um mineral da classe dos inossilicatos, pertencente ao chamado "grupo da tobermorita", cuja fórmula química é:
 Ca5Si6O16(OH)2·4H2O ou 
 Ca5Si6(O,OH)18·5H2O. Além dos elementos de sua fórmula, pode conter também impurezas de alumínio, ferro, magnésio, sódio, potássio e água.
Foi descrita pela primeira vez em 1880 a partir de uma ocorrência na Escócia, perto da localidade de Tobermory, na ilha de Mull,.
A tobermorita ocorre na pasta de cemento hidratado e pode ser encontrada na natureza, como uma alteração mineral, no calcário metamorfizado e no skarn. Sua ocorrência tem sido reportada na área de  Maqarin, no norte da Jordânia, perto da fronteira síria, e em Crestmore Quarry, nas proximidades de Crestmore Heights, em Riverside County, na Califórnia.

## Características químicas
Trata-se de um silicato hidroxilado e hidratado de cálcio. Estruturalmente, é um inossilicato com três cadeias simples e múltiplas de tetraedros de sílica.
Dentro do grupo da tobermorita  existem três variedades estruturais:
- Tobermorita-9 Å ou riversideíta
- Tobermorita-11 Å ou tobermorita em sentido estrito
- Tobermorita-14 Å ou  plomberita

## Formação e jazidas
Aparece como produto da alteração hidrotermal de rochas de carbonato de cálcio, em decorrência de metamorfismo de contacto e metassomatismo, preenchendo vesículas e cavidades de rochas  basálticas. Costuma encontrar-se associada a outros minerais, tais como  zeólitas, etringita, portlandita ou calcita.

## Usos
O componentes do grupo da torbermorita são bem conhecidos como cimentos industriais. O pó desses minerais se transforma em cimento ao reagir com água e tem um importante papel nos processos de cementação.

### Uso no concreto romano
A tobermorita aluminosa é considerada o ingrediente-chave da longevidade do concreto romano. A cinza vulcânica, que os antigos romanos usavam na construção de muralhas de proteção contra as marés, continha phillipsita, cuja interação com a água do mar provocava a expansão e o fortalecimento das estruturas cristalinas da argamassa, tornando-a substancialmente mais durável do que o concreto contemporâneo. 

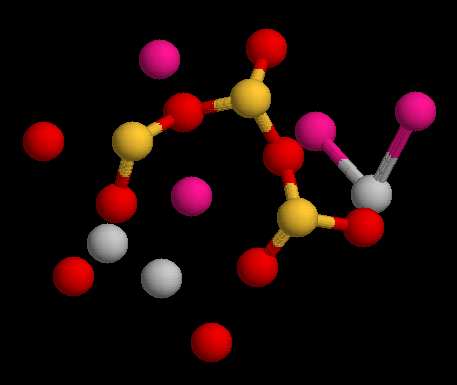
Crystal structure of tobermorite: elementary unit cell